# Мортен Мелдал
Мортен Петер Мелдал (на датски: Morten Peter Meldal) е датски химик.
Роден е на 16 януари 1954 година в Копенхаген. През 1981 година получава магистърска, а през 1983 година и докторска степен по химия от Копенхагенския университет. От 1988 до 2011 година работи в Лаборатория „Карлсберг“, а след това е професор по химия в Копенхагенския университет. Изследванията му са в областта на биоорганичната химия, където е сред пионерите на клик химията.
През 2022 година получава Нобелова награда за химия, заедно с Карл Бари Шарплес и Керълин Бъртози, „за разработването на клик химията и биоортогоналната химия“.